# Cleroidea
Cleroidea es una superfamilia de coleópteros polífagos del infraorden Cucujiformia. Se caracterizan por poseer élitros blandos, que recubren completamente el abdomen y a menudo vistosos colores. Presentan 5 segmentos en los tarsos de cada pata, aun cuando el cuarto en ciertos casos está cubierto por el tercero. 
Incluye alrededor de 10 000 especies, las cuales se distribuyen mayoritariamente entre las familias Cleridae y Melyridae (por ejemplo Astylus trifasciatus), seguidos por Trogossitidae.

## Taxonomía
La superfamilia Cleroidea agrupa 11 familias:
- Familia Phloiophilidae Kiesenwetter, 1863
- Familia Trogossitidae Latreille, 1802
  - Subfamilia Peltinae Latreille, 1806
  - Subfamilia Trogossitinae Latreille, 1802
- Familia Chaetosomatidae Crowson, 1952
- Familia Metaxinidae Kolibáč, 2004
- Familia Thanerocleridae Chapin, 1924
  - Subfamilia Zenodosinae Kolibáč, 1992
  - Subfamilia Thaneroclerinae Chapin, 1924
- Familia Cleridae Latreille, 1802
  - Subfamilia Tillinae Fischer von Waldheim, 1813
  - Subfamilia Hydnocerinae Spinola, 1844
  - Subfamilia Clerinae Latreille, 1802
  - Subfamilia Korynetinae Laporte, 1836
- Familia Acanthocnemidae Crowson, 1964
- Familia Phycosecidae Crowson, 1952
- Familia Prionoceridae Lacordaire, 1857
- Familia Mauroniscidae Majer, 1995
- Familia Melyridae Leach, 1815
  - Subfamilia Rhadalinae LeConte, 1861
  - Subfamilia Melyrinae Leach, 1815
  - Subfamilia Dasytinae Laporte, 1840
  - Subfamilia Malachiinae Fleming, 1821